# Wijken in 's-Hertogenbosch

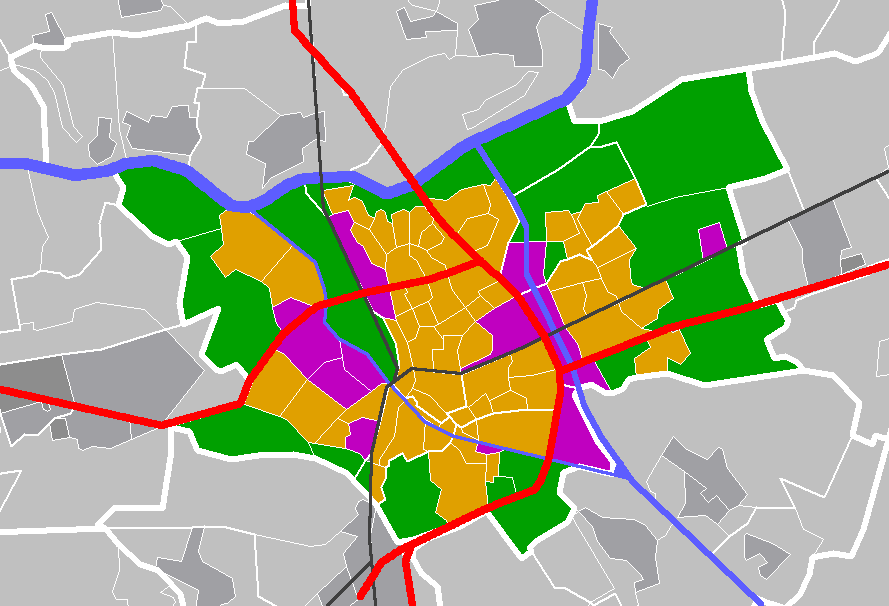
Wijkindeling CBS - situatie 2014, voor de annexatie van Nuland en Vinkel

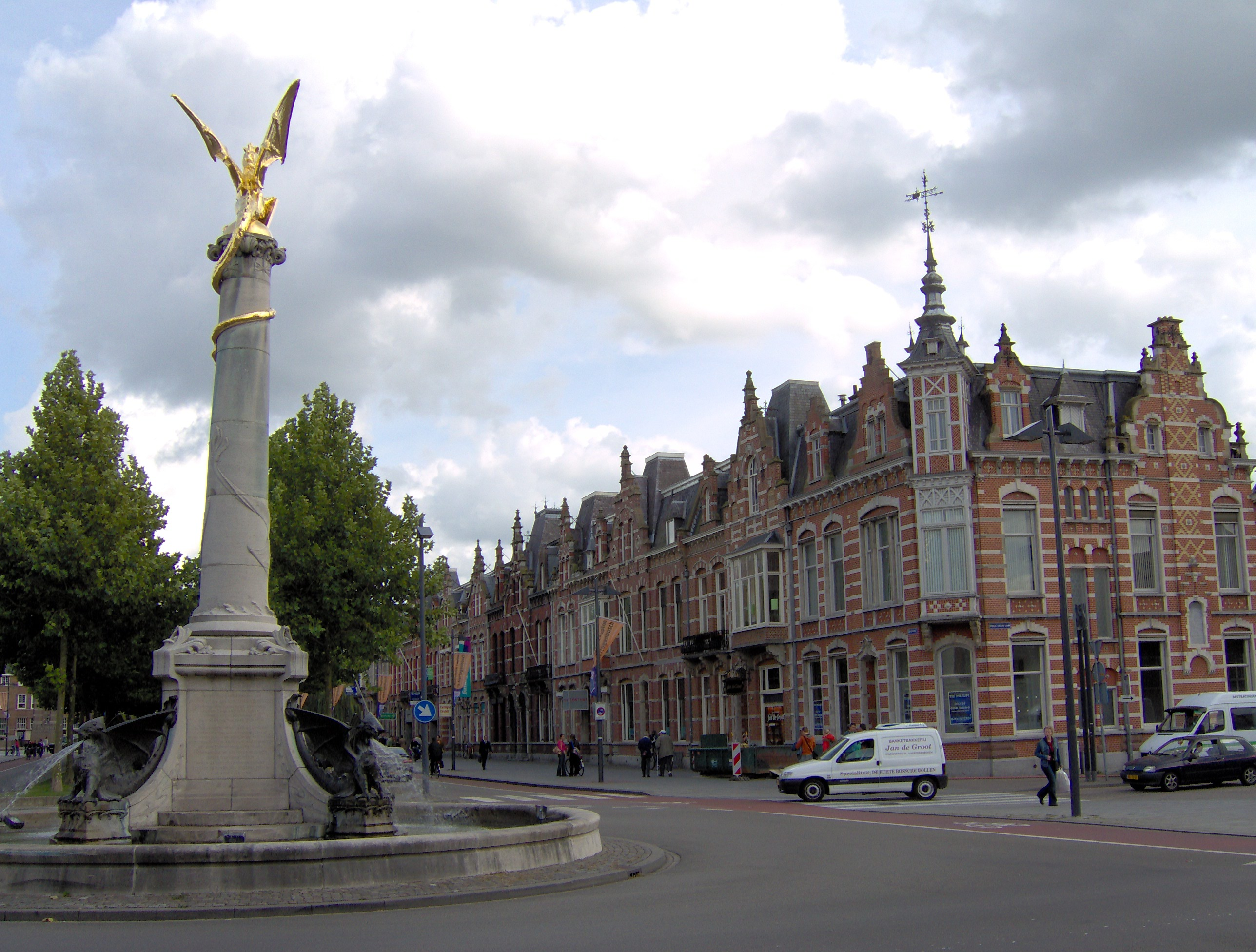
Stationsweg, 't Zand

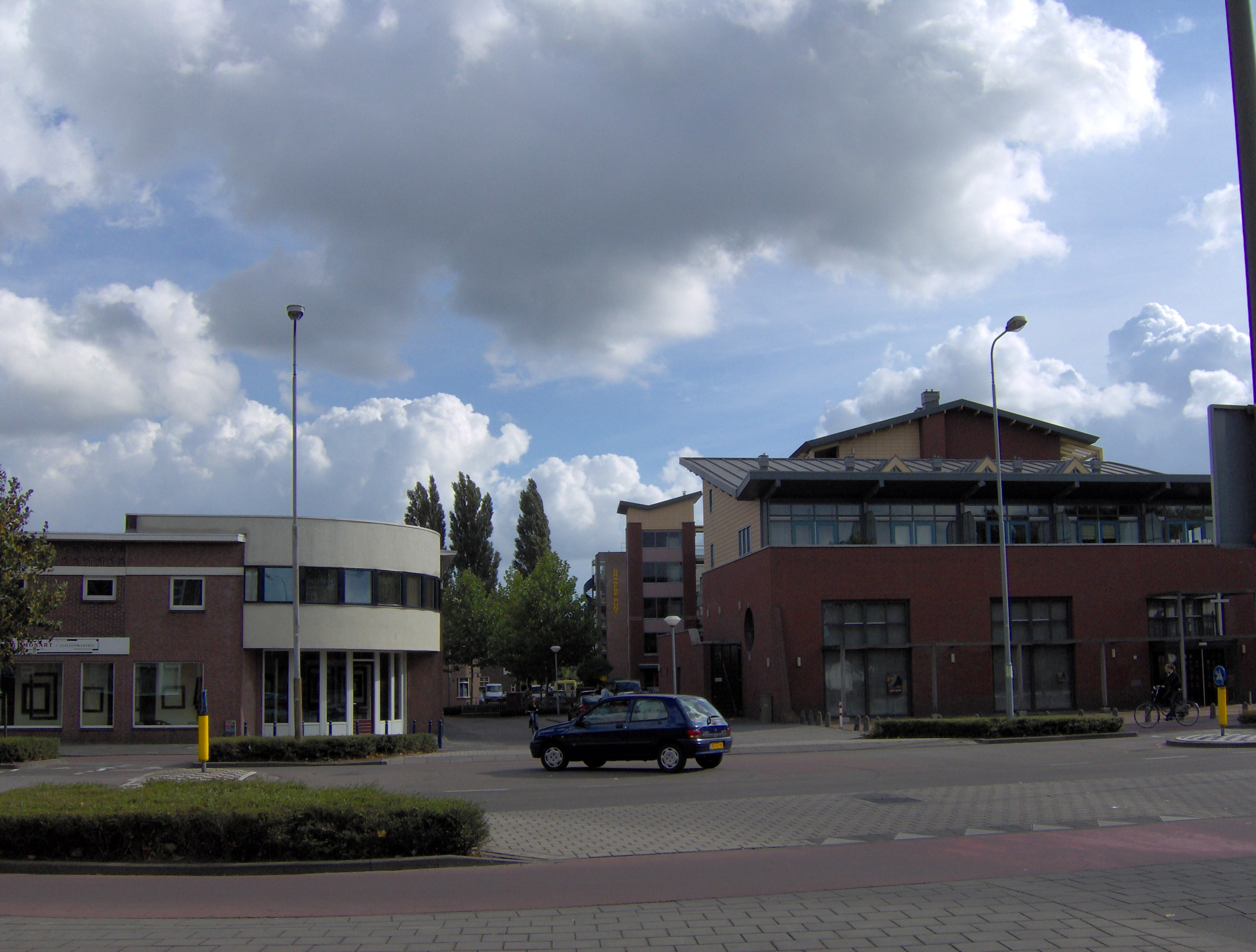
Hinthamerbolwerk, Graafsebuurt zuid

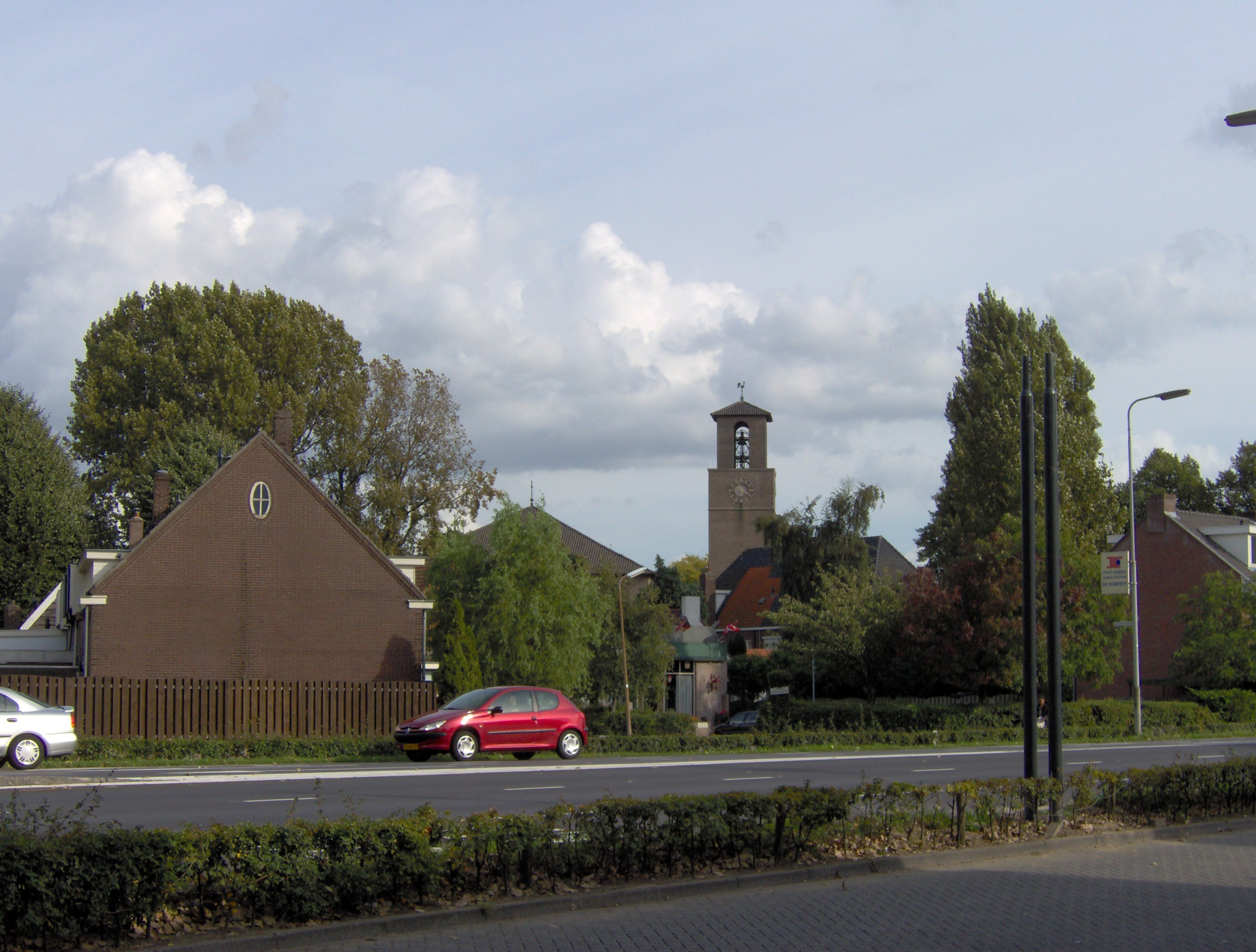
Ketsheuvel, Orthen

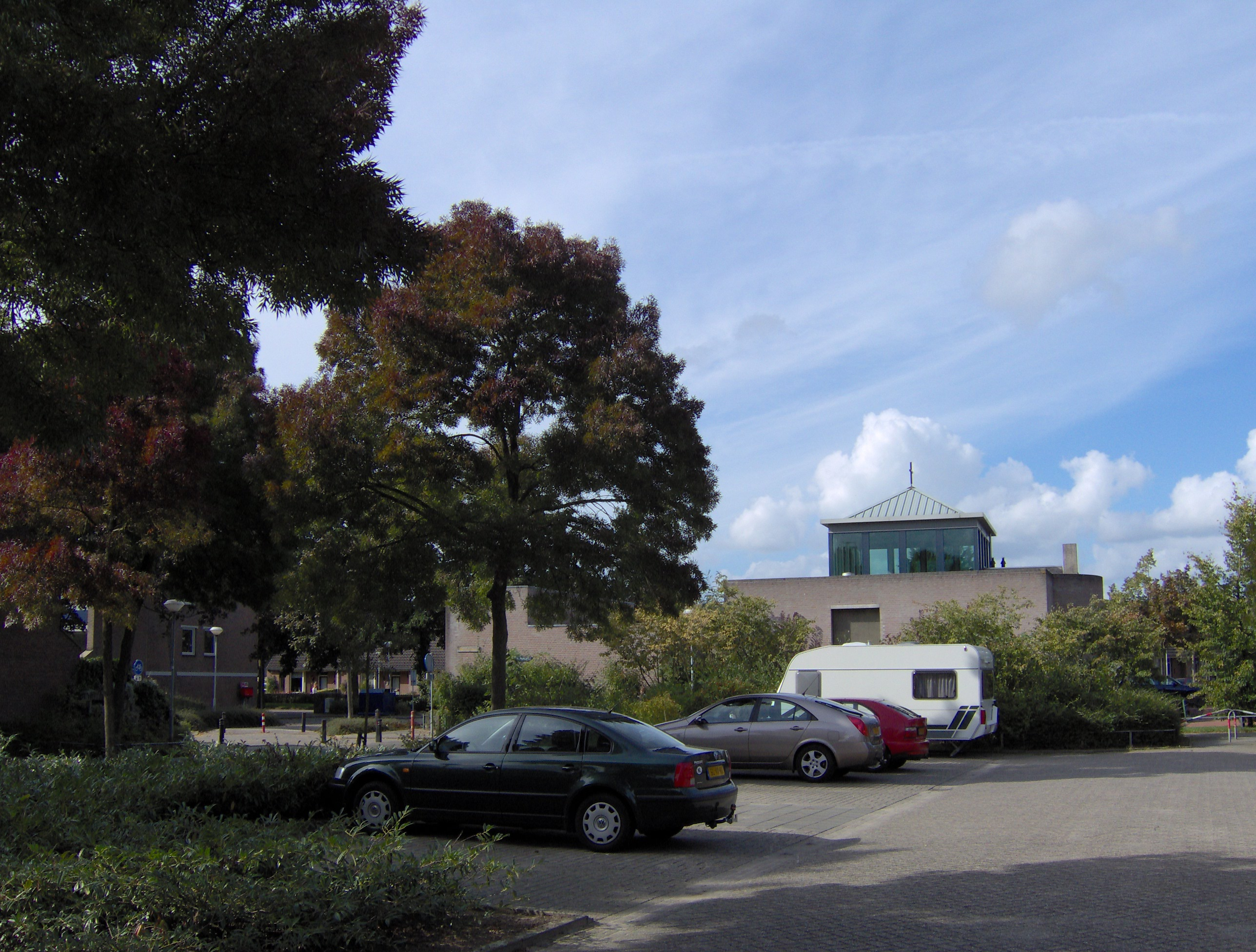
Kwartierenlaan, Maasdal

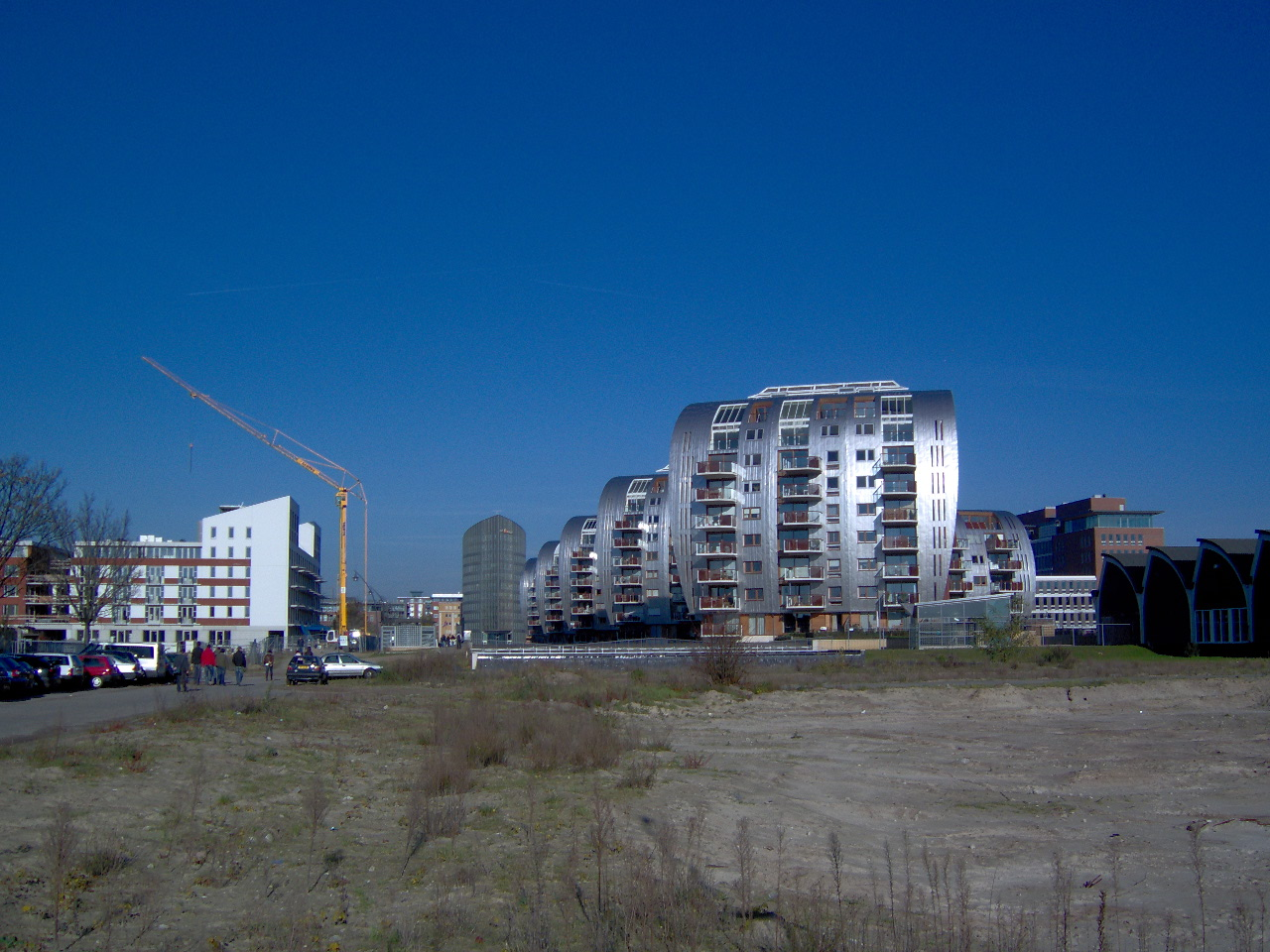
Paleiskwartier

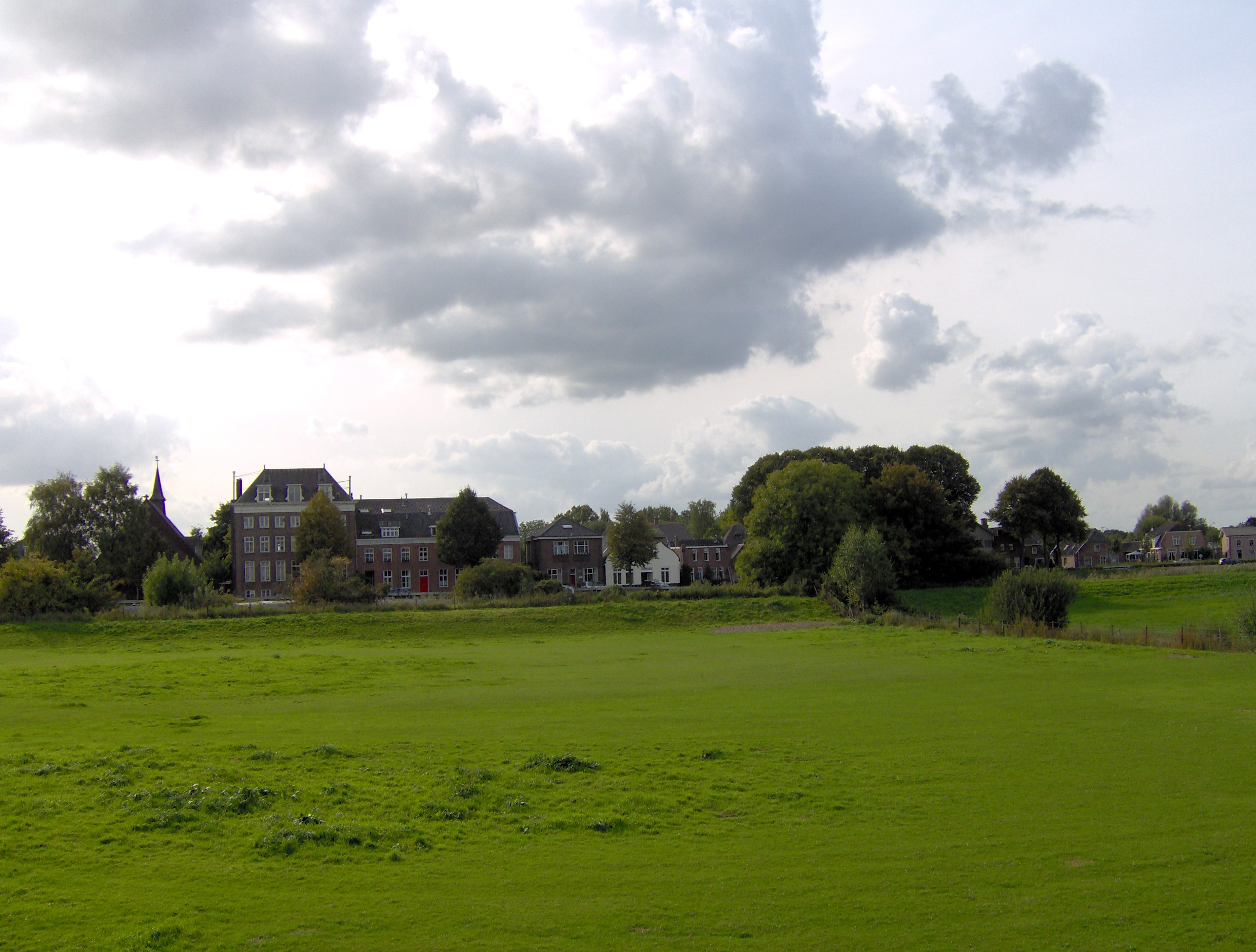
Graaf van Solmsweg, Engelen

Stadsdelen, stadswijken en buurten van de gemeente 's-Hertogenbosch.
De gemeente 's-Hertogenbosch bestaat uit 14 stadsdelen.
De inwonersaantallen zijn gemeten op 1 januari 2023 (Nuland en Vinkel) en 1 januari 2023 (overige stadsdelen).
1. Binnenstad (13.370 inwoners)
  1. Binnenstad Centrum
  2. Binnenstad Oost
  3. De Hofstad
  4. Binnenstad Noord
  5. Het Zand
  6. Vughterpoort
  7. Uilenburg
2. Zuidoost (10.235 inwoners)
  1. Het Bossche Broek
  2. Zuid
  3. Bazeldonk
  4. Bedrijventerrein Zuid
  5. De Gestelse Buurt
  6. Pettelaarpark
  7. De Meerendonk
  8. Kloosterstraat
  9. De Bossche Pad
  10. Grevelingen
  11. Aawijk Zuid
  12. Bedrijvenpark De Brand
3. Graafsepoort (14.250 inwoners)Hinthamerbolwerk, Graafsebuurt zuid
  1. De Hinthamerpoort
  2. Graafsebuurt Zuid
  3. Aawijk Noord
  4. Graafsebuurt Noord
  5. Hintham Zuid
  6. Hintham Noord
4. Muntel/Vliert (7.130 inwoners)
  1. De Muntel
  2. De Vliert
  3. Orthenpoort
5. Empel (6.630 inwoners)
  1. Kom Empel
  2. Maasakker
  3. Empel-Oost
  4. De Koornwaard
  5. Empel-Zuid
6. Noord (20.310 inwoners)Ketsheuvel, Orthen
  1. De Buitenpepers
  2. De Herven
  3. Bedrijventerrein De Herven
  4. De Slagen
  5. De Haren
  6. De Reit
  7. De Donk
  8. De Rompert (en De Morgen)
  9. De Hambaken
    1. De Sprookjesbuurt
    2. De Muziekinstrumentenbuurt
    3. De Edelstenenbuurt
    4. De Hambaken

  10. Orthen
  11. Orthen West
  12. Bedrijventerrein Noord
7. Maaspoort (16.150 inwoners)Kwartierenlaan, Maasdal
  1. De Italiaanse buurt
  2. Maasdal
  3. Abdijenbuurt
  4. Lokeren
  5. Maasstroom
  6. De Staatsliedenbuurt
  7. Het Zilverpark
  8. Maasvallei
  9. Maasoever
  10. Bedrijventerrein Maaspoort
  11. Bedrijventerrein Treurenburg
  12. Oud-Empel
8. West (22.840 inwoners)Paleiskwartier
  1. Boschveld
  2. Paleiskwartier
  3. Willemspoort
  4. Deuteren
  5. De Moerputten
  6. De Schutskamp
  7. De Kruiskamp
  8. De Rietvelden Oost
  9. De Rietvelden West
  10. Het Veemarktkwartier
  11. ErtveldGraaf van Solmsweg, Engelen
9. Engelen (5.755 inwoners)
  1. Kom Engelen
  2. De Vutter
  3. Henriëttewaard
  4. Haverleij
  5. Bokhoven
  6. Engelermeer
10. Rosmalen Zuid (9.635 inwoners)
  1. Maliskamp West
  2. Maliskamp Oost
  3. Het Vinkel
  4. Binckhorst
  5. Sparrenburg
  6. Molenhoek
  7. A2 zone Rosmalen-Zuid
11. Rosmalen Noord (12.565 inwoners)
  1. 't Ven
  2. Rosmalen centrum
  3. Hondsberg
  4. Kruisstraat
  5. Bedrijventerrein Kruisstraat
  6. De Overlaet Oost
  7. De Overlaet West
  8. A2 zone Rosmalen Noord
  9. Rosmalense polder
12. De Groote Wielen (10.235 inwoners)
  1. Brabantpoort
  2. De Groote Vliet
  3. Landelijk gebied De Groote Wielen
  4. Hoven
  5. Vlietdijk
  6. Broekland
  7. Watertuinen
  8. Lanen
  9. Centrum van De Groote Wielen
13. Nuland (4.660 inwoners)
  1. Landelijk gebied Nuland
  2. Heeseind
  3. Kom Nuland
  4. De Lage Kant
  5. Bedrijventerrein Nuland
14. Vinkel (2.795 inwoners)
  1. Vinkeloord
  2. Landelijk gebied Vinkel
  3. Kom Vinkel